# Kran Turismo
Kran Turismo è un singolo del duo rap finlandese JVG, in collaborazione con il cantante reggae Raappana, tratto dal secondo album jvg.fi e pubblicato l'11 maggio 2012 attraverso la Monsp Records. Il brano è stato composto da Sakke Aalto.
Un video musicale del singolo è stato pubblicato sull'account di YouTube del duo
Il brano è entrato alla 9ª posizione alla 21ª settimana del 2012 nella classifica dei singoli ed è stato alla prima posizione per 12 settimane e per 7 nella classifica delle canzoni più scaricate.
Il singolo è stato certificato disco d'oro in Finlandia per aver venduto oltre 5 000 copie.
Dopo quasi due anni dalla pubblicazione del singolo, il 25 marzo 2014, viene pubblicato un remix del brano.

## Tracce
1. Kran Turismo (feat. Raappana) – 3:22

## Classifica
| Classifica           | Massima posizione |
| -------------------- | ----------------- |
| Finlandia            | 1                 |
| Finlandia (download) | 1                 |